# Уомасоя
У́омасо́я (фин. Uomasoja) — река в России, протекает по территории Суоярвского района Карелии.

## География и гидрология
Исток реки в озере Сяксъярви, в которое впадает безымянная протока из озёр Кивиярви, Руокоярви, Котаярви и других.
После Сяксъярви озеро протекает через озеро Раялампи. Ниже её течение под мостом она пересекает автомобильную дорогу Р21 («Сортавала») на участке Койриноя — Кясняселькя, перед и после моста в неё впадают протоки из озёр Уомаслампи и Пиени-Перялампи соответственно. Река по правому берегу впадает в Уксунйоки, в 37 км от устья последней. Длина реки — 5,5 км, площадь водосборного бассейна более 90,5 км².
Населённые пункты на реке отсутствуют. По состоянию на 1987 год через реку были переброшены два деревянных моста.

## Данные водного реестра
По данным государственного водного реестра России относится к Балтийскому бассейновому округу, водохозяйственный участок реки — Водные объекты бассейна Ладожского озера без рек Волхов, Свирь и Сясь, речной подбассейн реки — Нева и реки бассейна Ладожского озера (без подбассейна Свири и Волхова, российская часть бассейнов). Относится к речному бассейну реки Невы (включая бассейны рек Онежского и Ладожского озера).

## Фотографии
|  |  |